# Hepatosplenomegalie
Hepatosplenomegalie is de medische term voor een gecombineerde vergroting van de lever (hepatomegalie) en van de milt (splenomegalie).

## Onderzoek
De aandoening wordt vastgesteld door lichamelijk onderzoek. Soms is palpatie al voldoende, als de lever en milt onder de ribbenboog (onderste rand van de ribbenkast) voelbaar zijn. Vaak is aanvullend onderzoek, zoals een echografie of computertomografie, wel nodig. Om niet alleen een indruk te krijgen van de grootte van de organen maar ook van hun functie, kunnen bijvoorbeeld bloedonderzoek of een biopsie noodzakelijk zijn.

## Oorzaken
Veel voorkomende oorzaken zijn infecties (bijvoorbeeld een acute virale hepatitis of van mononucleosis (ziekte van Pfeiffer)), metabole aandoeningen, chronische leverziekten en portale hypertensie, amyloïdose, bloedziekten (waaronder polycythaemia vera), systemische lupus erythematodes (SLE) en sarcoïdose. Een verhoogde druk in het adersysteem, bijvoorbeeld door onvoldoende werking van de rechter harthelft (rechtsdecompensatie), kan op de lange duur ook hepatosplenomegalie veroorzaken. Er zijn echter nog meer mogelijke oorzaken beschreven.

## Behandeling
De wijze van behandeling hangt sterk af van de oorzaak van de hepatosplenomegalie en kan daarom zeer verschillend zijn.